# Souvenez-vous

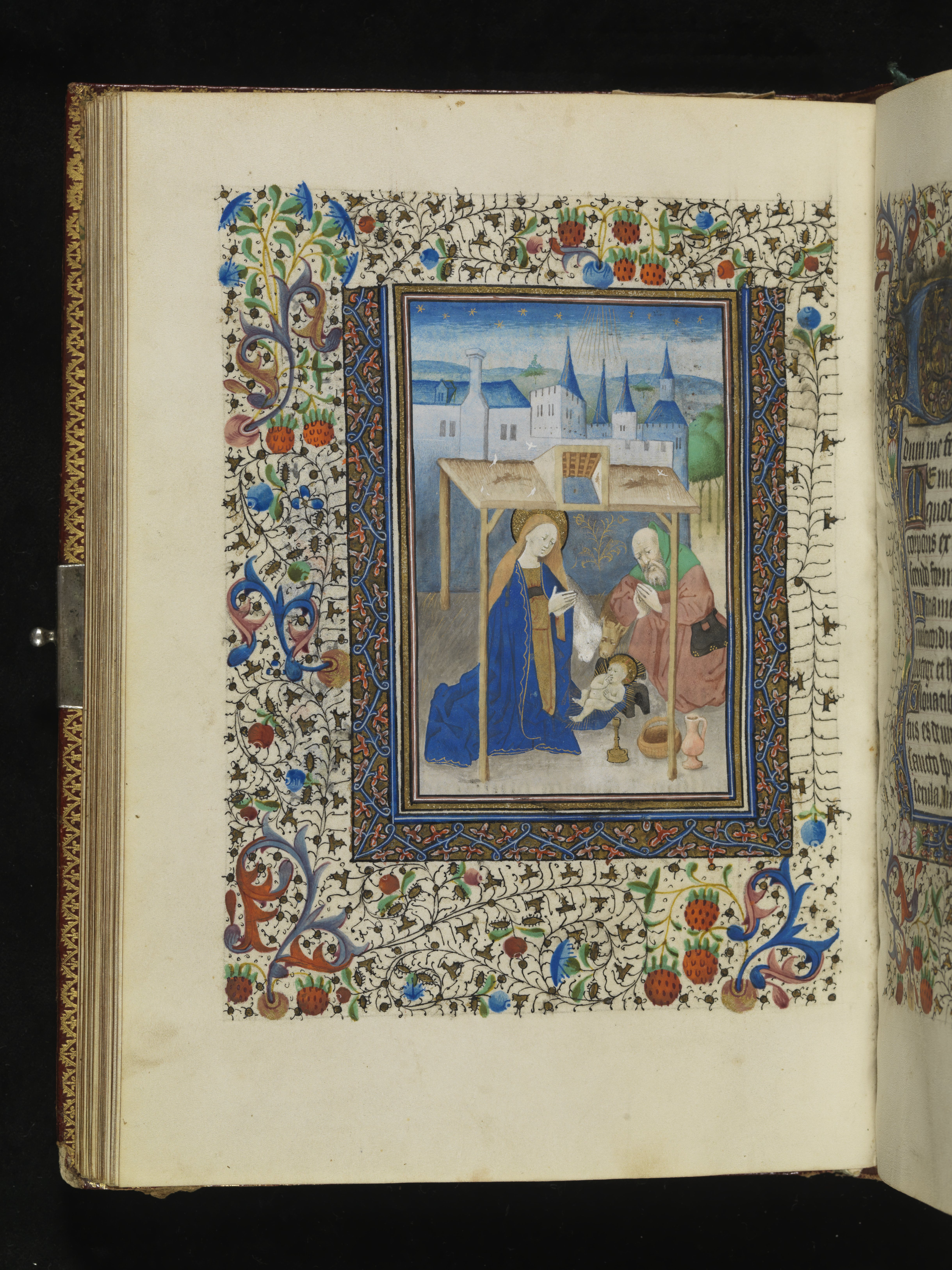

La Memorare o piissima Virgo Maria, ou Souvenez-vous en traduction, est une prière catholique adressée à la Vierge Marie. Il s'agit de l'une des prières communes du Compendium du Catéchisme de l'Église catholique autorisé en 2005 par le pape Benoît XVI.
Il existe une autre prière également intitulée Souvenez-vous, composée par Pie IX en 1863, et dédiée à Joseph.
À la différence du Sub tuum præsidium qui demande  l'intercession de Marie, son origine n'était pas ancienne. Le texte fut élaboré entre 1489 et 1548. Toutefois, cette prière était diffusée par plusieurs religieux et religieuses.

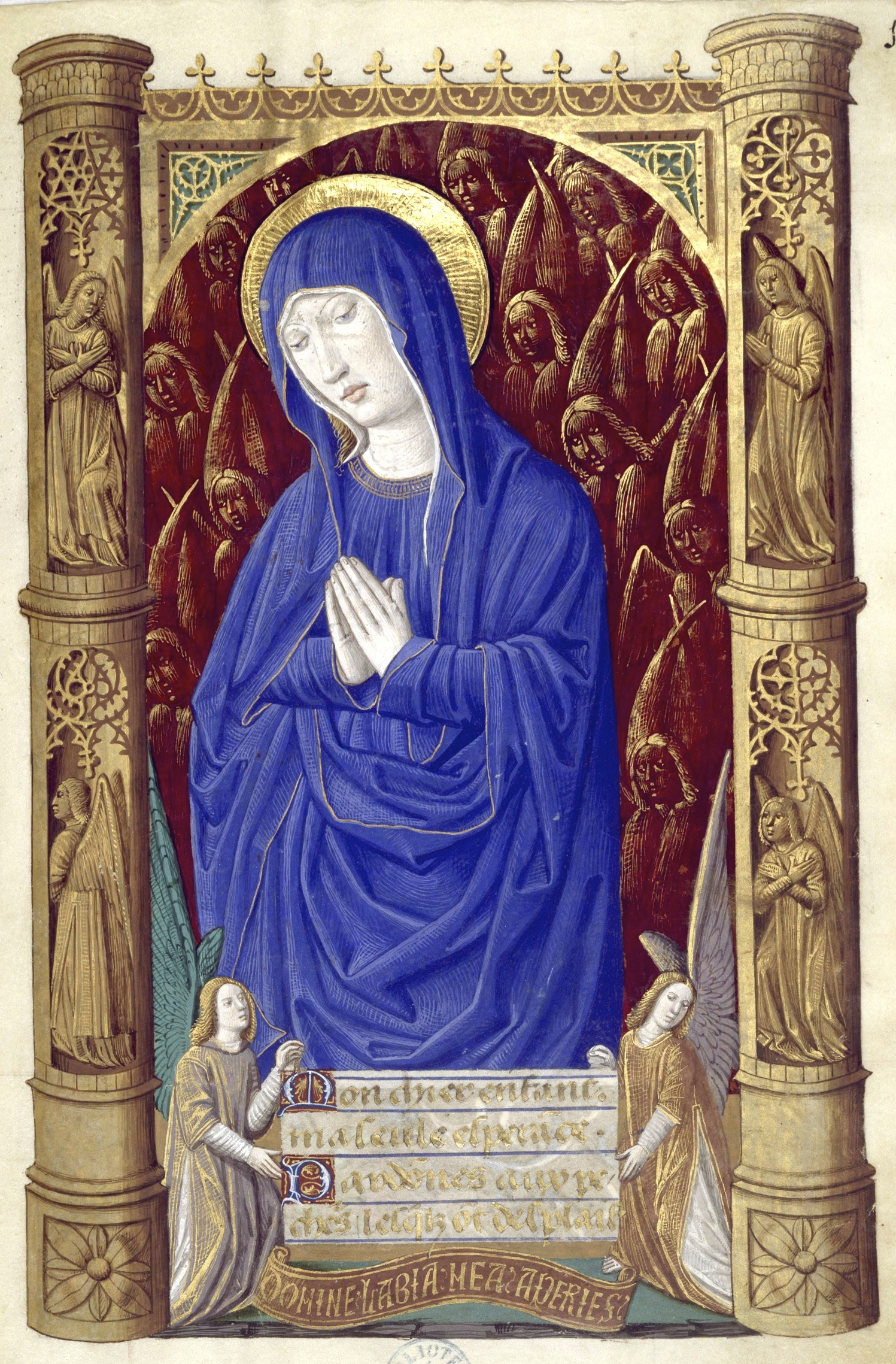
Composée à la Renaissance, la prière Memorare o piissima Virgo Maria fut officialisée, tout d'abord, pour la liturgie des Heures, dans le cadre de la Contre-Réforme.
- Livre d'heures de Charles VIII (à la fin du XVe siècle où la Memorare avait été composée).
Il s'agissait de l’Officium parvum Beatæ Mariæ Virginis (Petit office de la Sainte Vierge).
- Un Petit office de la Sainte Vierge copié en France vers 1455.

## Texte
| latin | français |
| --- | --- |
| Memorare, o piissima Virgo Maria non esse auditum a sæculo, quemquam ad tua currentem præsidia, tua implorantem auxilia, tua petentem suffragia, esse derelictum. Ego tali animatus confidentia, ad te, Virgo Virginum, Mater, curo, ad te venio, coram te gemens peccator assisto. Noli, Mater Verbi, verba mea despicere ; sed audi propitia et exaudi. Amen. | Souvenez-vous, ô très miséricordieuse Vierge Marie, qu'on n'a jamais entendu dire qu'aucun de ceux qui avaient eu recours à votre protection, imploré votre assistance, réclamé votre secours, ait été abandonné. Animé d'une pareille confiance, ô Vierge des vierges, ô ma Mère, je cours vers vous et, gémissant sous le poids de mes péchés, je me prosterne à vos pieds. Ô Mère du Verbe, ne méprisez pas mes prières, mais accueillez-les favorablement et daignez les exaucer. Amen,. |

## Historique

### Origine
L'origine de la prière Memorare fut longtemps affectée à saint Bernard de Clairvaux († 1153). Toutefois, cette attribution est de nos jours contestée par les chercheurs. D'une part, le texte n'est pas semblable à ceux que ce théologien écrivait, quoique l'idée principale de texte soit proche de sa mariologie,. Par exemple, il s'agit de l'avis récent du docteur Dom Benedict Monostri, chercheur cistercien. D'autre part, les manuscrits les plus anciens ne remontent qu'à la fin du XVe siècle.
L’Hortulus Animæ, version révisée et publiée en 1503 à Strasbourg, contenait le texte de la Memorare, :

« Memorare, [o] piissima [Virgo Maria], non esse auditum a sæculo quemquam ad tua currentem præsidia aut [......] tua petentem suffragia a te [esse] derelictum. [Ego] Tali animatus confidentia ad te, Virgo Maria ([Virgo Virginum]), [Mater, curo,] confugio, ad te curro, ad te venio, coram te gemens et tremens [peccator] assisto. »

Une autre source est une longue prière, comme la litanie, Ad sanctitatis tuæ pedes (Prosterné de corps et de cœur aux pieds de votre sainteté). Les chercheurs identifièrent que le plus ancien manuscrit est l’Antidotarius animæ dont l'auteur était un moine cistercien, Nicolaus Salicetus, qui avait fait sortir ce livre, également à Strasbourg en 1489. Il semble qu'il s'agît de la vraie origine du texte. En effet, cette prière contient tant le texte de l’Hortulus Animæ que l'origine de la partie de Noli Mater Verbi [manuscrit en ligne (édition de 1491)]
 :

« Ad sanctitatis tuæ pedes dulcissima Virgo Maria corpore prostratus, et corde supplex oro, ut aliquid a te rogare me doceas, quod te audire et Filium tuum exaudire delectet. Indignus sum gratia et minor cunctis miserationibus tuis peccatis obstantibus meis. A te sanctissima audiri et a Filio benedictissimo exaudiri non mereor. Noli tamen ad te clamantem et vitam emendare cupientem pia repellere : quæ manum gratiæ porrigere soles ad te suspiranti. Memorare [o] piissima [Virgo Maria], non esse auditum a sæculo quenquam ad tua currentem præsidia, aut [......] tua petentem suffragia ad te [esse] derelictum. [Ego] Tali animatus confidentia, ad te Virgo Maria [(Virgo Virginum), Mater] confugio, ad te curro, ad te venio, coram te gemens et tremens [peccator] assisto. Noli Virgo immaculata a me peccatore faciem tuam abscondere, sed ad me clementer respice. Noli Mater omnium ab omni benignitate tua me excludere, sed benigne fac mecum propter Nomen tuum sanctum. Noli Mater Gratiæ Filii ......... Noli Stella maris ......... Noli porta cæli ......... Noli Regina Gloriæ ......... Noli Regina misericordiæ ......... Noli quæso clementissima ......... Noli misericordes tuos oculos ......... Noli solitam Pietatis ......... Salva me Salvatrix ......... ......... O pia o dulcis Virgo Maria. Amen. »

Ensuite, la dernière strophe se trouve dans une variante d’Ad sanctitatis, par exemple, celle de Precationum piarum enchiridion (1575) de Simon Verepaeus . C'est une insertion (partie différente avec une pensée plus théologique, surtout le terme Verbe (Logos) ;
il est à remarquer que ce verset reprenait, selon Dom Monostri, la mariologie de saint Bernard) ou d'un simple oubli de Nicolas Salicetus. Sans doute s'agissait-il d'une ajoute au milieu de ce siècle :

« ... sed ad me clementer respice. Noli Mater Verbi, mea despicere verba, sed audi propitia, et exaudi oris mei verba. Noli Mater omnium ... »

Enfin, et en effet, les archives en ligne indiquent que le premier texte entier de Memorare serait celui de 1548. Publié à Lyon, ce livre était intitulé Horæ in laudem Beatissimæ virginis Mariæ ad usum romanum [lire en ligne], à savoir en usage de la liturgie des Heures. Donc, l'origine de la version actuelle de Memorare était le Petit office de la Sainte Vierge, qui était promu pour lutter contre la Réforme protestante. Le concile de Trente inauguré en 1545, l'Église catholique était en train d'intégrer cet office de sainte Marie dans le cadre de la Contre-Réforme. Mais, en 1548, le texte était déjà officiel (ad usum romanum) auprès du rite romain. Le verset tua implorantem auxilia avait par ailleurs apparu pour la première fois :

« Oratio brevis et devotissima ad eandem virginem Mariam.
Memorare o piissima virgo Maria non esse auditum a seculo quenquam ad tua currentem præsidia, tua implorantem auxilia, aut tua petentem suffiragia, a te [esse] derelictum. Ego tali animatus confidentia, ad te virgo virginum Maria mater Jesu Christi confugio, ad te curro, ad te venio, coram te gemens peccator et tremens assisto. Noli mater verbi, verba mea despisere : sed audi propitia et exaudi verba. Amen. »

Ces sources indiquent que le texte de Memorare n'est pas antérieur au XVIe siècle. De surcroît, cette prière est une résumé ou synthèse, et non prototype et origine de la version longue de 1489. L'attribution à saint Bernard de Clairvaux n'est donc pas possible. On ignore l'auteur d’Ad sanctitatis, qui reste anonyme.

### Motif de composition
La raison pour laquelle la prière Memorare fut composée aussi reste floue. Tant l'Église romaine que l'église de l'Orient connaissaient déjà, à partir du IVe siècle ou auparavant, la prière Sub tuum præsidium demandant l'intercession à la Sainte Vierge, de laquelle l'origine était issue du rite byzantin. L'antienne mariale Sancta Maria succure miseris aussi avait été composée avant la Memorare, avec sa mélodie grégorienne,. Si l'on ajouta encore cette prière Memorare qui est assez semblable à celles-ci, c'est parce qu'il existait un motif particulier.
On peut imaginer une hypothèse, avec cette longue prière Ad sanctitatis, qui aurait été composée à la fin du XVe siècle. Il est vrai qu'à cette époque-là, on avait besoin de nouveaux styles de liturgie. La Renaissance donnait naissance à de nouveaux esprits tandis que l'invention de l'impression permettait de diffuser les textes longs avec une bonne efficacité. Avec cette circonstance, à Milan, de nouveaux chants liturgiques remplaçaient quelques chants de la messe selon le rite ambrosien, sous la direction du maître de chapelle Franchini Gaffurio, soutenu par Jean Galéas Sforza. Il s'agissait de l'origine du genre musical, motet, qui connaissait dorénavant une grande expansion. Longue prière de l'intercession, litanies, aussi fut évoluée. Notamment, les litanies de Lorette apparurent au milieu du XVIe siècle, où la Memorare connut sa structure finale. Alors que l’Ad sanctitatis tomba dans l'oubli, la Memorare, entrée dans la liturgie des Heures, était maintenu avec sa popularité et sous la protection de l'Église romaine dans le cadre de la Contre-Réforme. Telle est l'hypothèse que l'historique suggère.
D'ailleurs, Heinrich Isaac († 1517) laissa son motet Rogamus te puissima Virgo Maria avec un manuscrit sûr. Le texte ne se trouve nulle part dans d'autres archives. Or, l'œuvre était diffusée par la publication d'Ottaviano Petrucci à Venise, Motetti C (1504). Vocabulaires peu communs, mais le texte possède une structure semblable en deux parties, ce qui fait imaginer une manière commune de composition, évoluée à cette époque-là.

### Diffusion et fausse attribution
La prière Memorare fut adoptée par le théologien jésuite Frans de Costere, dans l'optique de la méditation, avec sa publication De vita et laudibus Deiparæ Mariæ Virginis (1597).
Puis cette prière trouva, au XVIIe siècle en faveur de son promoteur, un religieux qui en avait une profonde confiance. Il s'agissait de Claude Bernard († 1641), dit le Pauvre Prêtre,.
En fréquentant la prison, il réussissait souvent, avec la Memorare, à obtenir la conversion des détenus. Ce qui reste remarquable est sa façon de diffusion. Le père Bernard fit en imprimer plus de 200 000 exemplaires en plusieurs langues, ce qui restait rare dans son époque,. Ce renseignement était mentionné dans Les vies des saints, dont on fait l'office de François Giry († 1688), quasiment contemporain de Bernard .
L'usage par ce prêtre eut de grandes influences. D'une part après du décès de ce père Bernard, l'attribution de l'auteur, sans source concrète, à saint Bernard de Clairvaux se diffuse très largement jusqu'ici. Or, il s'agissait, à l'origine, d'une simple confusion entre ces deux Bernard ; tous les deux étaient originaires de Dijon,. D'autre part, la prière était souvent réservée à l'optique de conversion, pour ceux qui n'ont pas de foi catholique.
Il est à noter que Marc-Antoine Charpentier († 1704) donnait tout à fait le titre La prière à la Vierge du Père Bernard à son motet. Saint François de Sales, quant à lui, considérait que l'auteur était saint Augustin d'Hippone (voir ci-dessous).
La première composition en polyphonie apparut, donc, en France au XVIIe siècle.

### Absence de mélodie grégorienne
Composition tardive de texte, la version grégorienne n'existe pas. Ce chant ne se trouve ni dans le site de l'université de Waterloo ni celui de l'université de Ratisbonne ni celui de l'Académie de chant grégorien. Ce qui se diffuse comme chant monodique est un contrafactum ou une composition tardive.

### Chez les Visitandines
Auprès de l'ordre de la Visitation, cette prière est toujours pratiquée. Dans les œuvres de saint François de Sales, l'un des deux fondateurs, on trouve l’autre oraison de S. Augustin à la Sainte Vierge. Il s'agit du texte de la Memorare, ô piissima Virgo Maria et sa traduction libre. Il réussit à quitter une grave tentation, lors de sa formation spirituelle, grâce à sa confiance vers la Sainte Vierge. Certes, Étienne Catta conclut que n'est pas certaine l'attribution de cette traduction à saint François de Sales, en dépit d'une excellente beauté de texte. Or, évêque de Genève en exil à Annecy, il est normal que saint François eût fait réciter cette prière Memorare, dans le cadre de la Contre-Réforme.
Quant à sainte Jeanne de Chantal, son étroite collaboratrice, elle laissa sa paraphrase de Memorare en français, qui était citée dans la biographie écrite par Françoise-Madeleine de Chaugy. Il est vraisemblable que l'attribution de cette version est plus sure.

### Indulgences accordées par Pie IX
La pratique quotidienne de cette prière fut promue et recommandée. Par son rescrit de la Sainte Congrégation des indulgences, daté du 25 juillet 1846, le pape Pie IX accorda aux fidèles une indulgence de trois cents jours ou une indulgence plénière, avec quelques conditions. Pour obtenir ces indulgences, il était essentiel que l'on recite, chaque jour durant un mois, la Memorare en latin ou en langue vulgaire, telle la Souvenez-vous. Sans doute grâce à cette promotion, la prière Memorare regagna au XIXe siècle sa popularité tandis que le texte fut formellement fixé pour le rite romain.

### Prière avec médaille
Au XIXe siècle, cette prière joua, avec la médaille miraculeuse, un rôle important en faveur de la conversion d'Alphonse Ratisbonne, à la suite de l'intention de Marie-Théodore de Bussierre :  je voudrais qu'il recitât la pieuse invocation de saint Bernard : Memorare, o piissima Virgo,.
La prière était aussi liée à la médaille de saint Benoît. Dom Prosper Guéranger mentionnait une autre conversion, celle d'une femme octogénaire qui voulait mourir sans se confesser. Après qu'un prêtre lui avait donné la médaille et commencé à reciter la Memorare, cette femme n'hésita pas à se confesser. À cette époque-là en France, la pratique de la prière Memorare était donc habituelle, avec la médaille.

### Pratique spirituelle de sainte Thérèse de Lisieux
Dans le même XIXe siècle, sainte Thérèse de l'Enfant Jésus écrivit sa mémoire. Il s'agissait d'abord de sa demande destinée à Victoire, sa domestique, de réciter la prière Souvenez-vous, à l'occasion des dévotions mariales du mois de mai, pratique inventée par elle-même. Un autre témoignage est le cahier qui concerne les retraites pour sa première communion, noté en 1884 : Mercredi Matin Méditation, 2e Instruction, 2e Je dirai tous les jours un souvenez vous à la Sainte Vierge. Depuis son enfance, elle respectait la pratique de cette prière.

### Usage actuel
Le pape Benoît XVI fit autoriser le 28 juin 2005, avec sa lettre apostolique en forme de motu proprio, le Compendium du Catéchisme de l'Église catholique, à l'origine, issu du concile Vatican II et du catéchisme de 1992. D'où, cette prière demeure celle de l'Église universelle, en usage de la vie quotidienne, qui est surtout conseillée pour les candidats de la confirmation.
La pratique de la prière Memorare est également recommandée par divers ordres religieux et institutions de l'Église Catholique. Ainsi, Josemaría Escrivá de Balaguer, fondateur de l'Opus Dei, mentionnait la Sub tuum præsidium, la Memorare, la Salve Regina.
La Memorare est également l'une des prières en faveur du rite de l'exorcisme.

## Paraphrases
- Jeanne de Chantal (1572 - † 1641), dans Sainte Jeanne-Françoise Frémyot de Chantal, sa vie et ses œuvres de Françoise-Madeleine de Chaugy :
Souvenez-vous, ô très-pitoyable Vierge ! (1640) [lire en ligne]
- Claude Bernard (1588 - † 1641), dans La vie de C. Bernard, dit le pauvre prestre de Thomas Le Gauffre :
Souvenez-vous très pieuse Vierge Marie [lire en ligne]
- Louis-Marie Grignion de Montfort (1673 - † 1716) :
Prière de Saint Bernard à la Sainte Vierge [lire en ligne]
- Lefebvre (S. J.) (texte) / Joseph Lambillotte (S. J.) et Louis Lambillotte (S. J., 1797 - † 1855) (musique) :
Souvenez-vous, ô tendre mère [lire en ligne] avec partition

## Mise en musique
Voici les compositions musicales connues sur Memorare o piissima Virgo Maria. Ce texte n'a pas été souvent is en musique.

### Musique Renaissance et baroque
- Henry Du Mont (1610 - † 1684) : 
  - motet pour dessus, basse et cordes, dans le recueil Motets à deux voix avec basse continue (1668)[31] [partition en ligne]
  - motet pour dessus, haute-contre, ténor, baryton, basse, chœur à 5 voix et instruments (1686)[32] [extrait en ligne]
- Marc-Antoine Charpentier (1643 - † 1704) : motet pour haute-contre, ténor, basse, chœur à 4 voix et instruments, H367[16]
- Nicolas Bernier (1665 - † 1734) : motet pour dessus, 2 violons et basse continue, op. 1, n° 10 (1703)[33]
- Pierre Bouteiller (vers 1655 - † 1717) : motet pour dessus et cordes (1693)[34]
- A. Fleury (16... - † 16... ?) : Missa quinque vocum ad imitationem moduli : Memorare o piissima Virgo Maria à 5 voix (1672)[35].
- Francisco de Peñalosa († 1528), Pedro de Escobar († vers 1535) ou anonyme : motet à 4 voix Memorare piissima[36],[37]

### Musique classique
- Sigismond von Neukomm (1778 - † 1858) : motet pour 2 voix et orgue (1846)[38]
- Alexis Germain Falandry (1798 - † 1853) : motet pour chœur à voix égales[39]
- Josef Rheinberger (1839 - † 1901) : motet à 2 voix accompagné d'orgue, dans le recueil Sechs zweistimmige Hymnen, op. 118, n° 2 (1877)[40]

Musique romantique
. Jules Massenet Souvenez-vous Vierge Marie
Musique contemporaine
. Madeleine Clair : "Memorare", pour choeur a capella à 4 voix mixtes